# اندرسون اسپرینگز (کالیفرنیا)
اندرسون اسپرینگز (به انگلیسی: Anderson Springs) یک منطقهٔ مسکونی در ایالات متحده آمریکا است که در کالیفرنیا واقع شده‌است. اندرسون اسپرینگز ۴۳۰ متر بالاتر از سطح دریا قرار دارد.